# 保富康午
保富 康午（ほとみ こうご、1930年〈昭和5年〉3月2日 - 1984年〈昭和59年〉9月19日）は、日本の作詞家。和歌山県西牟婁郡すさみ町出身。名前の別表記は苗字が「保冨」、名前に「庚午」がある（庚午が本名）。現在日本で広く知られている「大きな古時計」の日本語訳の詞を作詞したことで著名。

## 人物・経歴
幼少期は千里山に在住し千里第二小学校を卒業した。のちに同志社大学卒業後、詩人である村野四郎に弟子入りしていたが、知人からミュージカルの台本依頼をされたことを機にテレビの仕事に携わるようになる。
構成作家として『サンデーサン』、フジテレビ『ミュージックフェア』などの歌番組を始め、演歌歌手達のショーの舞台も数多く担当。子供のための歌も多く執筆、外国の童謡の訳詞も手がける。1962年（昭和37年）にNHK「みんなのうた」にて手掛けた『大きな古時計』などの訳は一般におなじみとなっている。
TVアニメ関係では、『ドカベン』『おれは鉄兵』『一球さん』『宇宙海賊キャプテンハーロック』『科学忍者隊ガッチャマンII』『タイガーマスク二世』などに代表されるような有名な作品の作詞を数多く手がけている。また、モータースポーツに造詣が深く、スーパーカーブームの際東映動画で『アローエンブレム・グランプリの鷹』が制作された際には、主題歌の作詞のみならず、原案と監修を担当している。アニメソングはフジテレビ系列で放送された作品が大半を占めていた。
1984年9月19日、虚血性心不全のため東京都港区の自宅で死去。54歳没。
生前保富は森進一のコンサートを全て仕切っていた時期があった際、森の代表曲『おふくろさん』に補詞を付けることを提案していた。しかし、これが皮肉にも2007年に森進一と、作詞家・川内康範との「おふくろさん騒動」を引き起こすきっかけにも繋がった。
妹は作家秦恒平の妻。

## 主な作詞

### 歌謡
- 湯の町しぐれ（小畑実）
- いのちずぶ濡れ、萩の女（春日八郎）
- 思い出の鞄、こころの町/あの子・誰の妻（美空ひばり）
- 反逆の報酬（石原裕次郎）
- うさぎ（森進一）
- 水晶の瞳（堀内美紀）
- 旅立つ朝（江利チエミ）

### 童謡
- 大きな古時計（訳詞）
- ゆかいに歩けば（英語版、ドイツ語版）（訳詞）
- お花がわらった（作曲：湯山昭）

### アニメ
- アローエンブレム グランプリの鷹
- 一球さん
- 宇宙海賊キャプテンハーロック
- 宇宙戦士バルディオス
- 大空魔竜ガイキング
- おれは鉄兵
- 科学忍者隊ガッチャマンII
- 合身戦隊メカンダーロボ
- サザエさん
- ジムボタン
- タイガーマスク二世
- 超合体魔術ロボ ギンガイザー
- ドカベン
- ピコリーノの冒険
- マシンハヤブサ
- わが青春のアルカディア 無限軌道SSX
- 燃えろアーサー 白馬の王子
- 森の陽気な小人たちベルフィーとリルビット
- UFOロボ グレンダイザー
- ラ・セーヌの星

### 特撮
- バトルフィーバーJ
  - 挿入歌「バトルフィーバー大出撃」「バトルフィーバー讃歌」
- 大戦隊ゴーグルファイブ
  - 挿入歌「ゴーグルVアクション!」「ダンシングゴーグルV」「燃える男ゴーグルレッド」「花咲くゴーグルピンク」

### 校歌
- 茅ヶ崎市立鶴嶺中学校 校歌

### その他
- ミュージックフェア
  - テーマソング「MUSIC FAIR テーマ曲」
- FNS歌謡祭
  - テーマソング・大賞讃歌「花咲く歌声」（作詩）
- 日本歌謡大賞
  - テーマソング「日本歌謡大賞讃歌」
- わんぱく相撲全国大会
  - テーマソング「ファイト!ザ・わんぱく相撲」
- 渋谷区
  - 区歌「渋谷・愛の街」

## 主な構成番組
- ミュージックフェア（フジテレビ）
- 歌のグランドショー（NHK総合）
- 歌のメリーゴーラウンド（NHK総合）
- ビッグショー（NHK総合）
- ビクター歌のパレード（日本テレビ）
- TBS歌えファンファーレ（TBS）
- 火曜歌謡ビッグマッチ（TBS）
- みんなで歌おう（TBS）
- ロッテ 歌のアルバム（TBS）
- 輝く!日本レコード大賞（TBS）
- トップスターショー・歌ある限り（TBS）
- 平凡 歌のバースデーショー（フジテレビ）
- シオノギ ザ・ビッグショウ（フジテレビ）
- 日清ちびっこのどじまん（フジテレビ）
- 歌のスターパレード（フジテレビ）
- テレビナイトショー（フジテレビ）
- 歌うロマンスタジオ（フジテレビ）
- 今週のヒット速報（フジテレビ）
- ゴールデン歌謡速報（フジテレビ）
- FNS歌謡祭（フジテレビ）
- ザ・スター（フジテレビ）
- 土曜ショー（NET、現・テレビ朝日）
- にっぽんの歌（テレビ東京）
- メガロポリス歌謡祭（テレビ東京）
- 日本歌謡大賞